# Eutamias
Eutamias là một chi sóc chuột trong tông Marmotini của Họ Sóc. Nó gồm loài còn sống duy nhất, sóc chuột Siberia (Eutamias sibiricus). Chi này thường được xem như phân chi của Tamias, chi Tamias hiện nay chỉ để sóc chuột phương Đông của Bắc Mỹ. Neotamias, hiệm nay gồm sóc chuột miền tây Bắc Mỹ, cũng từng được bao gồm trong Eutamias.
Bên cạnh sóc chuột Siberia, vài loài hóa thạch được xếp vào chi này:
- †Eutamias ertemtensis Qiu, 1991 – cuối Miocene đến Pliocene ở Trung Quốc[3]
- †Eutamias lishanensis Qiu et al., 2008 – cuối Miocene ở China[4]
- †Eutamias orlovi Sulimski, 1964 – Pliocene ở Poland và Bulgaria[5]
- †Eutamias sihongensis Qiu và Long, 1986 – đầu Miocene ở China;[6] sau đó được xếp vào chi riêng Heterotamias.[7]
- †Eutamias wimani (Young, 1927) – Pleistocene ở China[8]